# Cyril Julian
Pour les articles homonymes, voir Julian.
Cyril Julian, né le 29 mars 1974 à Lacrouzette (Tarn), est un joueur international de basket-ball français, retraité depuis juin 2009. Avec l'équipe de France, il est médaillé de bronze au Championnat d'Europe 2005 mais aussi vice-champion olympique aux Jeux de Sydney en 2000.

## Biographie

### Carrière en club
Après un passage à Tarbes où il débute à 15 ans en Nationale 3, il rejoint l'élite du basket-ball français en signant au SLUC Nancy. Il y évolue pendant quatre saisons avant de rejoindre le club du PSG Racing où il évolue pendant deux saisons avant de retrouver son ancien club de Nancy. Durant cette période, il évolue aux côtés de Laurent Sciarra puis lors de la seconde saison de Tony Parker qui fait ses débuts dans le monde professionnel.
La saison 2001-2002 apporte ses premiers succès au club nancéien. Le club remporte la dernière édition de la Coupe Korać face au club russe de Mineralnye Vody. À la fin de cette même saison, Julian est récompensé à titre individuel du titre de MVP.
Il signe alors pour le club de Pau-Orthez. Cette saison est la dernière pour la génération Boris Diaw, Mickaël et Florent Piétrus sous les couleurs de l'Élan. Le club réalise le grand chelem sur le plan national, remportant la Semaine des As, la Coupe de France et le Championnat de France. Sur le plan européen, le club manque sa qualification pour le Top 16 de l'Euroligue de justesse.
La saison suivante est de nouveau marquée par un titre de champion de France, le premier pour Didier Gadou qui a remplacé Alain Sarre en cours de saison, malgré une qualification pour le Top 16 en Euroligue.
Après ses deux saisons à Pau, il tente une expérience à l'étranger. Il rejoint la Liga ACB à Pamesa Valence puis Casademont Girona.
Pour la saison suivante, il retrouve le club de Nancy, qui vient de disputer la finale du championnat de France.
Le club, qui a conservé la plupart de ses cadres, a l'ambition de remporter le titre. Son club atteint de nouveau la finale et se voit opposer le club du Mans. Ce dernier, grâce notamment à un apport final de 12 points dans le dernier quart temps remporte une rencontre longtemps disputée. Le titre de MVP français ne suffit pas à atténuer la déception de Julian, qui a réalisé 18 doubles doubles sur cette saison.
La saison 2006-07 ressemble à la précédente, le SLUC laissant échapper le titre lors sa troisième finale consécutive, après avoir longtemps dominé le futur vainqueur Roanne. Julian, après avoir réalisé l'une des meilleures saisons de sa carrière (14,8 points, 8,4 rebonds et 19,7 d'évaluation), obtient son troisième titre de MVP français.
La saison 2007-2008 permettra à Nancy et à Cyril Julian d'obtenir le titre de Champion de France face à Roanne et d'accéder à l'Euroligue pour la saison 2008-2009. Lors de cette compétition le SLUC ne remporte que deux rencontres, pour huit défaites, dans son groupe du premier tour. Julian, dont la meilleure performance est de 21 points et 7 rebonds face à Montepaschi Sienne termine cette compétition avec des statistiques de 13,8 points, 7,3 rebonds en 24 minutes 03.
Il prend sa retraite à l'issue de la saison 2008-2009, au terme de la série perdue des demi-finales contre Villeurbanne.

### Sélection nationale
Après avoir évolué avec l'équipe de France espoirs, il débute en Équipe de France en 1996, face à la Lituanie. Il devient rapidement l'un des piliers de l'équipe nationale, participant aux Championnats d'Europe 1997 puis aux Championnats d'Europe 1999 qui se déroule en France. La quatrième place obtenue lors de ce dernier tournoi offre à la France une participation aux Jeux olympiques de 2000. La France déçoit lors du premier tour, mais, grâce à un concours de circonstance favorable, victoire du Canada sur la Yougoslavie dans l'autre groupe, son parcours en phase finale est plus facile. Après avoir éliminé le Canada en quart, puis l'Australie en demi, la France se voit opposer aux États-Unis en finale. Les Français offrent une bonne résistance aux vedettes américaines de la NBA mais perdent finalement de dix points.
L'année suivante, la France termine à la sixième place. En 2003, elle se présente parmi les favoris. Elle aligne en effet des joueurs NBA, Jérôme Moïso, Tariq Abdul-Wahad et Tony Parker. Après un début de compétition qui réponde aux attentes, la France échoue face à la Lituanie en demi-finale, avant de lâcher le match pour la quatrième place face à l'Italie. Cette dernière défaite met fin aux espoirs d'une nouvelle participation aux jeux.
Lors du Championnats d'Europe 2005, qui a lieu en Serbie, l'équipe de France retrouve Antoine Rigaudeau. La France met fin aux espoirs de l'équipe locale lors du match de barrage, puis élimine le tenant du titre, la Lituanie, en quart de finale avant de se voir opposer la Grèce. la France qui mène de 7 points à 47 secondes de la fin, subit un retour de la part des Grecs avant de finalement s'incliner sur le score de 66 à 67. La France arrive toutefois à se re-motiver pour remporter la médaille de bronze face à l'Espagne.
La campagne européenne de 2005 a octroyé à la France le droit de participer au Championnat du monde 2006. Julian a pour ambition de terminer sa carrière internationale lors de celui-ci. Mais, l'entraîneur Claude Bergeaud lui préfère finalement un jeune, Johan Petro, afin de donner à celui-ci la possibilité d'acquérir une expérience de compétitions internationales.
Julian annonce alors la fin de sa carrière en équipe de France. Toutefois, en 2008, il n'exclut plus un retour en équipe de France, tout en déclarant que celui-ci ne pourrait pas se faire dans le cadre des qualifications au championnat d'Europe 2009. Il désire profiter de la trêve estivale pour se faire opérer du pied.

### Post-carrière
En juin 2009, il prend sa retraite de sportif professionnel. Il travaille comme conférencier pour des entreprises sur la performance, la gestion du stress, le haut niveau.
Il ouvre en septembre 2014, avec deux associés, un premier centre à l'enseigne En Formes, spécialisé dans la prise en charge et la réhabilitation sportive de personnes obèses.
Le concept de ce centre est basé sur un programme de réhabilitation physique et sportive destiné aux personnes en situation d’obésité, relevant ou non de la chirurgie bariatrique. Ce programme s’adresse aussi bien aux enfants et aux adolescents qu’aux adultes.
Actuellement, très peu de centre ou club sportif sont adaptés à l’accueil et la prise en charge de personnes obèses, entrainant mécaniquement une faible pratique physique de cette population (stigmatisation, faible motivation ou échec rapide faute de programmes et d’installations adaptées..). Or, cette activité physique et sportive est indispensable dans la prise en charge chirurgicale des patients obèses, car elle optimise et assure la pérennité de la perte pondérale tout en limitant la fonte musculaire et les troubles ostéo-articulaires. Ce besoin est maintenant bien connu, tant la littérature scientifique insiste sur la nécessité d’encadrer la perte pondérale avec une activité physique d’au moins 150 minutes par semaine, données reprise par la Haute Autorité de Santé.
Conçu par des professionnels de santé et un ancien sportif de haut niveau, ce programme propose une prise en charge sur vingt semaines à raison d’une séance en centre et deux séances à domicile par semaine, en suivant un programme adapté et spécifique. 
Spécialisé dans le sport adapté il a conçût sa méthode de travail reconnue dans le monde médical. 
Il travaille pour les hôpitaux du groupe SOS santé ainsi que pour les dialysés de l'ASA. 
Cyril Julian est aujourd'hui triathlète, il court des ironmans 70.3 et 140.6 et se destine à finir la trilogie des extrêmes triathlons qui sont le Norseman, Celtman et Swissman. 

## Style de jeu
Cyril Julian s'est installé parmi les meilleurs pivots de la pro A grâce à un shoot très efficace (67 % de reussite en 2006-2007), un bon sens du placement au rebond et une hargne sur le terrain qui lui a valu son surnom de « warrior ».

## Clubs successifs
- 1992-1993 :  Castres (Nationale 4)
- 1993-1994 :  Tarbes GB (Nationale 2)
- 1994-1998 :  SLUC Nancy (Pro A)
- 1998-2000 :  PSG Racing (Pro A)
- 2000-2002 :  SLUC Nancy (Pro A)
- 2002-2004 :  Pau-Orthez (Pro A)
- 2004-2005 :  Pamesa Valence (Liga ACB)
- 2005 :  Casademont Girona (Liga ACB)
- 2005-2009 :  SLUC Nancy (Pro A)

## Palmarès
Compétitions internationales 
- 2002 : vainqueur de la Coupe Korać avec le SLUC Nancy contre  Mineralnye Vody (Russie)

 Compétitions nationales 
- 2003 : vainqueur de la Semaine des As avec Pau-Orthez à Pau
- 2003 : vainqueur de la Coupe de France avec  Pau-Orthez au POPB
- 2003 : champion de France 2002-2003 avec Pau-Orthez
- 2004 : Champion de France 2003-2004 avec Pau-Orthez
- 2006 : vice-champion de France Pro A avec le SLUC Nancy
- 2007 : vice-champion de France Pro A avec le SLUC Nancy
- 2008 : champion de France Pro A avec le SLUC Nancy

### Sélection nationale

#### Jeux olympiques
- Médaille d'argent aux Jeux olympiques de 2000 à Sydney

#### Championnat d'Europe
- Médaille de bronze du Championnat d'Europe 2005

#### Compétitions de jeunes
- 1992 : Champion d'Europe juniors en Hongrie

#### Autres
- 1995 : Médaille de bronze aux championnats du monde militaires à Rome (Italie)

## Distinction personnelle
- 2002 : MVP du Championnat de France de Pro A (presse spécialisée+joueurs)
- 2003 : MVP du All-Star Game de la LNB au POPB devant 14 000 personnes
- 2006 : MVP français du Championnat de France de Pro A
- 2007 : MVP français du Championnat de France de Pro A
- Chevalier de l'ordre national du Mérite (2000)

## Statistiques

### Saison régulière
| Année   | Équipe     | Matches | Min./m. | %tir | %l-f | rbds/m. | pass/m. | int/m. | ctr/m. | pts/m. |
| ------- | ---------- | ------- | ------- | ---- | ---- | ------- | ------- | ------ | ------ | ------ |
| 1994-95 | Nancy      | 19      | 7,4     | 64,0 | 50,0 | 1,3     | 0,2     | 0,2    | 0,2    | 2,1    |
| 1995-96 | Nancy      | 26      | 14,0    | 61,4 | 75,8 | 3,5     | 0,7     | 0,7    | 0,5    | 5,1    |
| 1996-97 | Nancy      | 30      | 28,5    | 58,7 | 68,5 | 6,8     | 1,0     | 1,2    | 0,8    | 10,6   |
| 1997-98 | Nancy      | 30      | 26,2    | 57,1 | 77,7 | 5,5     | 0,6     | 0,9    | 0,7    | 10,7   |
| 1998-99 | Paris      | 27      | 24,5    | 62,3 | 72,4 | 4,9     | 0,6     | 0,8    | 0,3    | 10,1   |
| 1999-00 | Paris      | 28      | 27,0    | 57,4 | 75,0 | 5,4     | 0,9     | 0,8    | 0,5    | 10,9   |
| 2001-01 | Nancy      | 25      | 31,9    | 61,0 | 64,9 | 6,8     | 1,7     | 1,0    | 0,6    | 12,2   |
| 2002-02 | Nancy      | 23      | 31,7    | 59,7 | 67,7 | 8,4     | 1,3     | 1,2    | 0,7    | 14,9   |
| 2002-03 | Pau-Orthez | 24      | 18,2    | 65,6 | 84,3 | 4,8     | 0,9     | 0,7    | 0,8    | 11,1   |
| 2003-04 | Pau-Orthez | 30      | 22,8    | 67,0 | 77,1 | 6,3     | 1,0     | 0,8    | 0,6    | 13,2   |
| 2004-05 | Gérone     | 19      | 20,1    | 56,8 | 69,0 | 4,6     | 0,3     | 0,7    | 0,5    | 9,6    |
| 2004-05 | Valence    | 10      | 11,5    | 50,0 | 84,6 | 1,6     | 0,1     | 0,4    | 0,0    | 3,7    |
| 2005-06 | Nancy      | 29      | 27,2    | 60,2 | 71,9 | 9,3     | 0,9     | 0,8    | 0,3    | 12,6   |
| 2006-07 | Nancy      | 25      | 26,1    | 67,3 | 69,7 | 8,2     | 0,8     | 1,0    | 0,3    | 14,8   |
| 2007-08 | Nancy      | 26      | 27,4    | 61,4 | 69,3 | 7,0     | 0,6     | 0,9    | 0,2    | 13,3   |
| 2008-09 | Nancy      | 24      | 16,1    | 64,8 | 80,0 | 4,1     | 0,2     | 0,8    | 0,3    | 8,8    |